# Earlswood (Warwickshire)
Earlswood – wieś w Anglii, w hrabstwie Warwickshire, w dystrykcie Stratford-on-Avon. Część miejscowości leży także w dystrykcie Solihull, w hrabstwie West Midlands. Leży 20 km na północny zachód od miasta Warwick i 151 km na północny zachód od Londynu.